# 87-ма піхотна дивізія (Третій Рейх)
87-ма піхотна дивізія (Третій Рейх) (нім. 87. Infanterie-Division) — піхотна дивізія Вермахту за часів Другої світової війни.

## Історія
87-ма піхотна дивізія створена 26 серпня 1939 року під час 2-ї хвилі мобілізації в Альтенбурзі в 9-му військовому окрузі (нім. Wehrkreis IX).

## Райони бойових дій
- Німеччина (вересень 1939 — травень 1940);
- Франція (травень 1940 — березень 1941);
- Німеччина (Східна Пруссія) (березень — червень 1941);
- СРСР (центральний напрямок) (червень 1941 — травень 1944);
- СРСР (північний напрямок) (травень — жовтень 1944);
- Курляндський котел (жовтень 1944 — травень 1945).

## Командування

### Командири
- генерал-лейтенант Богіслав фон Штудніц (нім. Bogislav von Studnitz) (26 серпня 1939 — 16 лютого 1942);
- генерал артилерії Вальтер Люхт (нім. Walther Lucht) (17 — 28 лютого 1942);
- генерал-лейтенант Богіслав фон Штудніц (1 березня — 21 серпня 1942);
- генерал-лейтенант Вернер Ріхтер (нім. Werner Richter) (22 серпня 1942 — 31 січня 1943);
- генерал артилерії Вальтер Гартманн (нім. Walter Hartmann) (1 лютого — 21 листопада 1943);
- генерал-лейтенант барон Моріц фон Штрахвіц (нім. Mauritz Freiherr von Strachwitz) (22 листопада 1943 — серпень 1944);
- генерал-лейтенант Гергард Феєрабенд (нім. Gerhard Feyerabend) (серпень — вересень 1944);
- генерал-майор Гельмут Вальтер (нім. Helmuth Walter) (вересень 1944 — 15 січня 1945);
- генерал-лейтенант барон Моріц фон Штрахвіц (15 січня — 8 травня 1945).